# Conversione della Maddalena
La conversione della Maddalena è un dipinto a olio su tela (146,5 × 108 cm) realizzato tra il 1615 e il 1616 dalla pittrice italiana Artemisia Gentileschi. È conservato nella Galleria Palatina di Palazzo Pitti, a Firenze.

## Descrizione e stile
La rappresentazione pittorica della Maddalena penitente e quella della conversione della Maddalena coprono uno spettro iconografico molto vasto, potendo l'artista cercare in molti modi diversi il necessario equilibrio tra la sensualità della peccatrice e la sua ascesi spirituale nel pentimento. 
Tiziano, nella famosa tela conservata anch'essa a Palazzo Pitti, aveva dipinto una Maddalena decisamente sensuale, con un procace seno scoperto, solo in piccola parte celato dai lunghissimi capelli biondi, che reclamava la verità del suo pentimento con gli occhi pieni di lacrime rivolti al cielo.
In questa Maddalena di Artemisia Gentileschi, il contrasto tra sensualità e fede è risolto in modo assai meno provocatorio. Vero è che la santa ha l'aspetto di una donna avvenente, elegante come poteva essere una dama di alto rango, con un sontuoso abito di seta gialla (opera inconfondibile di quello che Roberto Longhi chiamava il "guardaroba dei Gentileschi"!); un abito dagli amplissimi panneggi, con una generosa scollatura che, con noncuranza, mostra appena la nudità di una spalla e la piega del seno. Non c'è nulla di specialmente provocatorio, tanto più che dalla veste lussuosa spunta un piede nudo, simbolo di un proposito di rinuncia; proposito che viene confermato dalla postura delle mani, l'una sul petto, come in atto di riconoscere i suoi peccati, e l'altra protesa a schivare qualcosa che a mala pena si intravede nell'ombra. Si tratta di uno specchio, simbolo per antonomasia della vanitas. Sulla sua cornice si leggono le parole del Vangelo secondo Luca "OPTIMAM PARTEM ELEGIT", ha scelto la parte migliore, quella della ricerca del Signore.
Il viso, incorniciato dai boccoli un po' disordinati dei capelli, appare più mesto che affranto, e lo sguardo sembra ancora esitare prima di  rivolgersi verso l'alto. La impaginazione del quadro, con la figura che esce dal buio dello sfondo di una stanza, è decisamente caravaggesca. Ma se Caravaggio, con la sua Maddalena conservata nella Galleria Doria Pamphilj, aveva messo in scena una prostituta, col viso abbassato, le mani in grembo, assisa su una sedia modesta ed i gioielli abbandonati sul nudo pavimento, il verismo di Artemisia non arriva qui a tanto. A conferire un'aria aristocratica alla figura contribuisce anche la poltrona finemente lavorata sulla quale la santa sta assisa. 
Proprio su un lato dello schienale la pittrice ha posto la sua firma, "ARTIMISIA LOMI".
La tela appartiene  – secondo l'opinione pressoché concorde dei critici – al periodo fiorentino ed è verosimile che l'aspetto elegante ed aristocratico della santa risenta dei gusti artistici di una  Firenze che, in quegli anni, apprezzava particolarmente i modi pittorici di Cristofano Allori.